# Gare centrale d'Alvesta
La gare centrale d’Alvesta (suédois: Alvesta Centralstation) est une gare ferroviaire suédoise à Alvesta.

## Histoire
Le bâtiment voyageurs actuel est construite entre 1907 et 1909 dans un style d’art nouveau et conçue par Folke Zettervall. Il remplace un autre bâtiment qui était juste au nord-est du bâtiment actuel.

## Patrimoine ferroviaire
La gare sera déclarée un bâtiment historique en 1986. Selon la RAA:"Le bâtiment dispose d'un extérieur bien préservé et des parties de l'intérieur - principalement la salle d'attente - sont également bien conservés. Le bâtiment est construit sur deux étages en brique et en stuc avec un toit en croupe et de l'architecture de style art nouuveau diversifiée. Le bâtiment repose sur une base élevée partielle de granit. Le rez de chaussée est en brique visible tandis que l'étage supérieur est poncée et désencrée dans une couleur claire. Les éléments de la fenêtre ont une forme et une taille variées. Les caractéristiques communes sont des arches de fenêtres voûtées et des parties de couvertures en briques.".